# Sent Ibarç (Arieja)
Sent Ibarç (en francès Saint-Ybars) és un municipi francès situat al departament de l'Arieja i a la regió d'Occitània.